# Jianli
Der Kreis Jianli (chinesisch 监利县, Pinyin Jiānlì Xiàn) ist ein Kreis in der chinesischen Provinz Hubei, der zum Verwaltungsgebiet der bezirksfreien Stadt Jingzhou gehört. Er hat eine Fläche von 3.125 km² und zählt 1.007.200 Einwohner (Stand: Ende 2019). Sein Hauptort ist die Großgemeinde Rongcheng (容城镇).